# جون إتش. ريتر
جون إتش. ريتر (بالإنجليزية: John H. Ritter)‏ (31 أكتوبر 1951)؛ كاتِب مُتخصِّص في أدب الأطفال وروائي أمريكي. درس في جامعة كاليفورنيا.